# For Whose Advantage?
Albums de Xentrix
Shattered Existence
(1989) Kin
(1992)
For Whose Advantage? est le second album studio du groupe de thrash metal britannique Xentrix sorti le 21 août 1990.

## Liste des titres
| No  | Titre                                             | Musique | Durée |
| --- | ------------------------------------------------- | ------- | ----- |
| 1.  | Questions                                         |         | 5:09  |
| 2.  | For Whose Advantage?                              |         | 6:21  |
| 3.  | The Human Condition                               |         | 3:37  |
| 4.  | False Ideals                                      |         | 5:49  |
| 5.  | The Bitter End                                    |         | 5:18  |
| 6.  | New Beginnings (Instrumental)                     |         | 1:16  |
| 7.  | Desperate Remedies                                |         | 4:50  |
| 8.  | Kept in the Dark                                  |         | 4:13  |
| 9.  | Black Embrace                                     |         | 3:51  |
| 10. | Running, White Face, City Boy (reprise de Gillan) |         | 2:47  |

| 11. | Pure Thought            |  | 5:43 |
| 12. | Shadows of Doubt        |  | 6:09 |
| 13. | Balance of Power (live) |  | 4:55 |
| 14. | Kept in the Dark (live) |  | 4:25 |
| 15. | Crimes (live)           |  | 5:36 |
| 16. | Ghostbusters (live)     |  | 4:01 |

Toutes les morceaux ont été écrits par Xentrix à l'exception de Running, White Face, City Boy par Collin Townes.
L'édition japonaise contient un morceau bonus, Ghostbusters, extrait de l'EP du même nom.
Source.

## Composition du groupe
- Chris Astley - Chant & Guitare rythmique.
- Dennis Gasser - Batterie.
- Paul "Macka" MacKenzie - Basse.
- Kristian "Stan" Havard - Guitare solo.

## Musiciens additionnels
- Phlombe Pik - Choriste.
- John Cuniberti - Choriste.
- Smithy Nicks - Speech d'introduction de For Whose Advantage?.